# Elias Keck
Elias Keck (Kempten, 29 marzo 2003) è un fondista tedesco.

## Biografia
Fratello di Lena, a sua volta fondista, e attivo dal novembre del 2019, Elias Keck ha esordito in Coppa del Mondo il 19 gennaio 2024 a Oberhof in una sprint (42º) e ai Campionati mondiali a Trondheim 2025, dove si è classificato 30º nello skiathlon, 32º nella sprint e 10º nella sprint a squadre; non ha preso parte a rassegne olimpiche.

## Palmarès

### Coppa del Mondo
- Miglior piazzamento in classifica generale: 137º nel 2024